# Tippelj és vidd el!
A Tippelj és vidd el! az amerikai The Price is Right című műsor magyar változata.
A műsor 2023. május 15-én indult el az RTL-en Istenes Bence vezetésével.

## Története
2023. február 13-án az RTL bejelentette, hogy vadonatúj vetélkedőt indít, ami Magyarországon eddig még nem volt látható. 2023. április 4-én az RTL Magyarország közleményéből kiderült, hogy a műsorvezető Istenes Bence lesz. A műsor indulását 2023. április 27-én jelentették be.

## A műsor menete
A Tippelj és vidd el! játékosai a műsor stúdiójában helyet foglaló nézők közül kerülnek ki. A kiválasztottak a „Gyere játszani” felszólítás után kerülnek a játékba, ahol különféle termékek, árucikkek értékét kell a lehető legpontosabban megtippelniük. Amennyiben sikerül eltalálniuk, akkor nem távoznak üres kézzel, ugyanis különböző nyereményeket vihetnek haza.

## Epizódok
| Évad | Évad | Részek száma | Részek száma | Eredeti sugárzás | Eredeti sugárzás | Eredeti adó |
| Évad | Évad | Részek száma | Részek száma | Évadbemutató     | Évadzáró         | Eredeti adó |
| ---- | ---- | ------------ | ------------ | ---------------- | ---------------- | ----------- |
|      | 1.   | 30           | 30           | 2023. május 15.  | 2023. június 23. |             |